# Franz Strahl
Franz Strahl (* 28. Dezember 1944) ist ein ehemaliger deutscher Fußballspieler. In den 1960er Jahren spielte er für den SC Neubrandenburg und die BSG Stahl Eisenhüttenstadt in der DDR-Oberliga, der höchsten Spielklasse im DDR-Fußball.

## Sportliche Laufbahn
Der Start in den organisierten Fußball begann für Franz Strahl 1959 bei der Betriebssportgemeinschaft (BSG) Turbine Neubrandenburg. Sein erstes Punktspiel im höherklassigen Fußball bestritt er in der Saison 1962/63 in der zweitklassigen DDR-Liga für die Neubrandenburger, die inzwischen als Sportclub Neubrandenburg antraten. Es blieb bei diesem einen Auftritt, ebenso wie 1963/64. In dieser Spielzeit schaffte der SC Neubrandenburg den Aufstieg in die DDR-Oberliga. Der 19-jährige Strahl gehörte mit zum Oberliga-Aufgebot der Spielzeit 1964/65 und entwickelte sich sofort zum Stammspieler. Als Stürmer bestritt er 24 der 26 Punktspiele und erzielte dabei vier Tore. Für die Neubrandenburger reichte es aber nicht zum Klassenerhalt, sodass ab 1965/66 wieder in der DDR-Liga gespielt werden musste. Anfang 1966 wurde die Fußballsektion auch wieder aus dem Sportclub ausgegliedert, spielte zunächst als Fußballspielvereinigung (FSV), wenige Monate später als BSG Post. Bis 1968 war Strahl stets Stammspieler, denn von den in diesen drei Spielzeiten ausgetragenen 90 DDR-Liga-Spielen absolvierte er 72 Begegnungen, in denen er 20 Tore schoss. Zur Saison 1968/69 wechselte Strahl zum DDR-Ligisten BSG Stahl Eisenhüttenstadt. Mit den Stahlwerkern stieg er am Saisonende zum zweiten Mal in seiner Laufbahn in die Oberliga auf und war daran mit 28 von 30 Punktspielen beteiligt und steuerte vier Tore bei. Auch diesmal dauerte der Oberligaaufenthalt nur ein Jahr, denn nach der Spielzeit 1969/70 gehörte auch die BSG Stahl zu den Absteigern. Wegen gravierender Regelverstöße wurde die Mannschaft anschließend in die drittklassige Bezirksliga strafversetzt. Im November 1970 wurde Strahl für 18 Monate zum Wehrdienst in der Nationalen Volksarmee eingezogen. Nach seiner Entlassung aus der Armee spielte Strahl von der Saison 1972/73 wieder für die BSG Stahl Eisenhüttenstadt, die inzwischen wieder in die DDR-Liga aufgestiegen war. Er nahm mit 21 Einsätzen bei 22 Punktspielen wieder seine Stammposition ein, konnte aber in der folgenden Saison 1973/74 nur die Hälfte der Ligaspiele bestreiten. Danach kehrte Strahl zur BSG Post Neubrandenburg zurück. Dort spielte er bis 1980 weiter in der DDR-Liga und fehlte bei den 132 Spielen dieser sechs Spielzeiten nur bei vier Begegnungen. In der Saison 1975/76 schoss er mit elf Treffern die meisten Tore seit 1964. Im Sommer 1980 beschloss Franz Strahl vorläufig seine Laufbahn im höherklassigen Fußball und schloss sich dem Kreisligisten BSG Baumechanik Neubrandenburg an. Mit Strahl stiegen die Baumechaniker in jeder Saison auf, bis sie 1983 die DDR-Liga erreichten. In der Spielzeit 1983/84 kam der 38-jährige Strahl noch einmal zu 19 Zweitligaspielen und erzielte auch noch drei Tore. Nachdem es für die BSG Baumechanik nicht zum Klassenerhalt gereicht hatte, beendete Franz Strahl endgültig seine Laufbahn als Fußballspieler. Er blieb der BSG zunächst als Übungsleiter erhalten, kehrte dann 1986 wieder zu Post Neubrandenburg zurück, wo er bis 1988 als Co-Trainer der 1. Mannschaft tätig war.